# 唱工委音樂獎
唱工委音樂獎（CMIC Music Awards，縮寫為），又被媒体称为“中国格莱美”，是由中國音像與數字出版協會唱片工作委員會主辦的音樂類頒獎活動，旨在推动中国唱片产业与音乐文化的发展。奖项声称永不接受商业冠名，承办资金来源于会员及相关机构赞助捐献和颁奖典礼媒体播映权的授权费用。
唱工委致力打造中国音乐行业最具公信力的奖项，参考格莱美音乐奖的奖项设置，流派风格涉略广。2019年，唱工委音乐奖得到了格莱美主席尼尔的认可。指挥家余隆在接受采访时说：“格莱美本质上也是个奖项，唱工委奖在为中国音乐走向世界铺路。古典音乐讲究专业性和标准化，整个音乐行业也应该依靠有标准的机构来带动自己的发展。”
首屆唱工委音樂奖颁奖典礼於2017年7月20日於中國北京市M空間舉辦，之後每年舉辦一次，被稱為中國首個由唱片行業協會發起設立的音樂獎項。后因2019冠状病毒病疫情停办。2022年举办唱工委音乐盛典CMA2020和CMA2021双年展。

## 评选规则

### 申报
根据评选细则，过去一年在中国大陆首次以实体唱片或数字音乐形式发行的华语音乐和华人表演作品可申报作品奖，过去一年发行至少一首全新版本华语录音制品或发行至少一首全新版本录音制品的华人可申报综合类人物奖，技术类人物奖申报则不限制国籍和族裔，只需在过去一年参与符合作品奖参评范围内的音乐作品。
唱工委音乐奖实行报名和推荐制，申报作品来源于中国音像与数字出版协会唱片工作委员会会员申报和奖项的组织委员会的推荐。唱工委会员可申报本方出品、发行或代理发行的作品，也可接受非会员委托申报作品，同一作品仅可接受一个会员申报。申报同一奖项的同一表演者或同一制作者作品不超过三个，超过三个的按申报时间顺序选取最先申报的三个作品。

### 评审和投票
唱工委音乐奖由总召集人、评审、评审顾问组成，评审由总召集人召集，评审顾问由评审召集。每届评审委员会成员在评选过程中保密，直到颁奖时才会公开。
投票分为三轮，首先由评审委员会对各奖项申报作品进行投票，选出20个候选作品，随后由每届评选申报作品截至日期前的唱工委个人会员和单位会员代表对候选作品进行投票，选出5个入围提名作品，最后再由评审委员会从入围提名作品中投票选出获奖作品。在投票过程中，投票人应放弃参与制作发行或存在直接利益相关作品的投票权；若得票相同，则并列入选或获奖。

## 颁奖典礼
| 屆次  | 日期          | 城市             | 場地             | 附註          |
| ----- | ------------- | ---------------- | ---------------- | ------------- |
| 第1屆 | 2017年7月20日 | 北京             | M空間            | [ 9 ]         |
| 第2屆 | 2018年7月31日 | 北京             | 星光影視園       | [ 10 ]        |
| 第3屆 | 2019年7月31日 | 北京             | 星光影視園       | [ 11 ]        |
| 第4屆 | 2022年1月26日 | 线下盛典暂时停办 | 线下盛典暂时停办 | [ 12 ] [ 13 ] |
| 第5屆 | 2022年1月26日 | 线下盛典暂时停办 | 线下盛典暂时停办 | [ 12 ] [ 13 ] |

## 獎項類別
共37項，包括綜合類7項、單項類19項、技術類9項、評委會獎2項。

### 綜合類
| 作品獎                                      | 人物獎 |
| ------------------------------------------- | --- |
| - 年度專輯（第1-5届） - 年度歌曲（第1-5届） | - 年度男歌手（第1-5届） - 年度女歌手（第1-5届） - 年度樂隊（第1-5届） - 年度組合/團體（第1-5届） - 年度新人（第1-5届） |

### 單項類
| 作品獎 | 人物獎 |
| --- | --- |
| - 最佳流行專輯（第1-5届） - 最佳流行单曲（第4-5届） - 最佳搖滾專輯（第1-5届） - 最佳搖滾单曲（第4-5届） - 最佳說唱專輯（第1-5届） - 最佳說唱单曲（第4-5届） - 最佳民謠專輯（第1届） - 最佳當代民謠專輯（第2-5届） - 最佳當代民謠单曲（第4-5届） - 最佳民族/民間演唱專輯（第2-3届） - 最佳民族/民間演奏專輯（第2-3届） - 最佳民族/民間单曲（第4-5届） - 最佳舞曲/电音专辑（第1-2届） - 最佳電子器樂專輯（第2届） - 最佳電子音樂專輯（第3-5届） - 最佳電子音樂单曲（第4-5届） - 最佳爵士專輯（第1届） - 最佳爵士演唱專輯（第2-5届） - 最佳爵士演奏專輯（第2-5届） - 最佳古典原創專輯（第1-5届） - 最佳古典演繹專輯（第1-5届） - 最佳影视/游戏原声专辑（第1届） - 最佳影視原聲音樂/配乐（第2-5届） - 最佳電子遊戲原聲音樂/配乐（第2-5届） - 最佳兒童音樂專輯（第2-5届） | - 最佳流行演唱/表演（第1-3届） - 最佳搖滾演唱/表演（第1-3届） - 最佳說唱演唱/表演（第1-3届） - 最佳民謠演唱/表演（第1届） - 最佳當代民謠演唱/表演（第2-3届） - 最佳民族/民間演唱/表演（第1-3届） - 最佳舞曲/电音演唱/表演（第1届） - 最佳電子音樂演唱/表演（第3届） - 最佳爵士演唱/表演（第1届） |

### 技術類
| 作品獎 |
| --- |
| - 最佳作詞（第1-5届） - 最佳作曲（第1-5届） - 最佳製作（第1届） - 最佳單曲製作（非古典）（第2-5届） - 最佳專輯製作（非古典）（第2-5届） - 最佳編曲（第1-5届） - 最佳錄音工程（第1-5届） - 最佳混音工程（第1-5届） - 最佳唱片设计/視覺設計（第1-5届） - 最佳音樂錄影帶（第1-5届） |

### 評委會獎
| - 評委會主席獎（第2-5届） - 傑出貢獻獎 |

## 每届年度奖项得主
| 届数 | 年度專輯                     | 年度歌曲                 | 年度男歌手           | 年度女歌手           | 年度乐队                              | 年度组合/团体                      | 年度新人                   |
| ---- | ---------------------------- | ------------------------ | -------------------- | -------------------- | ------------------------------------- | ---------------------------------- | -------------------------- |
| 1    | 周杰伦《周杰倫的床邊故事》   | 赵雷《成都》             | 方大同《西游记》     | 林忆莲《陪着我走》   | 杭盖乐队《花斑马》                    | 上海彩虹室内合唱团《双城记》       | 陈鸿宇《浓烟下的诗歌电台》 |
| 2    | 朴树《猎户星座》             | 宋冬野《郭源潮》         | 林俊傑《偉大的渺小》 | 張惠妹《偷故事的人》 | 重塑雕像的權利《Before the Applause》 | 火星電台《火星電台》               | 许钧《29》                 |
| 3    | 林憶蓮《0》                  | 李宗盛《新写的旧歌》     | 薛之謙《怪咖》       | 林憶蓮《0》          | 刺猬乐队《生之响往》                  | 火箭少女101《卡路里》              | 刘柏辛《2029》             |
| 4    | 窦唯、不一样乐队《杨桃院儿》 | 周杰伦、阿信《说好不哭》 | 郑钧《听上去不错》   | 郁可唯《路过人间》   | 海龟先生《咔咪哈咪哈》                | Mr.Miss《在你的婚礼我多喝了两杯》  | 告五人《爱人错过》         |
| 5    | 万能青年旅店《冀西南林路行》 | 谭维维《小娟（化名）》   | 薛之謙《天外来物》   | 谭维维《3811》       | 万能青年旅店《冀西南林路行》          | 电气樱桃《宝贝，我听见银河的声音》 | Mandarin《Mandarin》       |

## 最多奖项的歌手/团体/技术人员
| 歌手/團體      | 獲獎次數 | 描述                             |
| -------------- | -------- | -------------------------------- |
| 周杰伦         | 7        | 3次获得最佳作曲奖                |
| 谭维维         | 4        |                                  |
| 林忆莲         | 3        | 2次获得年度女歌手                |
| 蔡依林         | 3        | 同届获得最佳流行专辑和演唱       |
| 阿朵           | 3        | 2次获得最佳民族/民间演唱专辑     |
| 李宗盛         | 3        | 2次获得最佳作词奖                |
| 薛之謙         | 3        | 2次获得年度男歌手                |
| 万能青年旅店   | 3        | 首位同届获得年度专辑和年度人物   |
| 杭盖乐队       | 3        |                                  |
| 莫西子诗       | 3        |                                  |
| 马思唯         | 2        | 同届获得说唱专辑和单曲           |
| 草东没有派对   | 2        | 同届获得最佳摇滚专辑和演唱       |
| 郎朗           | 2        | 2次获得最佳古典演绎专辑          |
| 小旭音乐       | 2        | 2次获得最佳电子游戏原声音乐/配乐 |
| 赵宏韬         | 2        | 2次获得最佳唱片设计/视觉设计     |
| 赵雷           | 2        |                                  |
| 陈星翰         | 2        |                                  |
| 陈鸿宇         | 2        |                                  |
| Kafe.Hu        | 2        |                                  |
| 张尕怂         | 2        |                                  |
| 李泉           | 2        |                                  |
| 李荣浩         | 2        |                                  |
| 窦唯           | 2        |                                  |
| 橘子海         | 2        |                                  |
| 重塑雕像的权利 | 2        |                                  |

## 獲獎名單

### 第1屆
第1届唱工委音乐奖于2017年7月20日举办，共设置32个奖项。入围名单中，周杰伦专辑《周杰伦的床边故事》得到8项提名，其中周杰伦本人入围5项提名。此外，薛之谦专辑《初学者》得到7项提名，方大同得到6项提名，窦唯携译乐队得到4项提名。
| 獎項                  | 入围者 | 獲獎者                                                                |
| --------------------- | --- | --------------------------------------------------------------------- |
| 年度專輯              | 草东没有派对《丑奴儿》 郭顶《飞行器的执行周期》 周杰伦《周杰伦的床边故事》 方大同《JTW 西游记》 薛之谦《初学者》                                                             | 周杰倫《周杰倫的床邊故事》                                            |
| 年度歌曲              | 赵雷《成都》 李荣浩《不将就》 薛之谦《演员》 方大同《悟空》 草东没有派对《大风吹》                                                                                           | 趙雷《成都》                                                          |
| 年度男歌手            | 陈奕迅《让我留在你身边》《在这个世界相遇》《I Do》 方大同《JTW 西游记》 李荣浩《有理想》 郭顶《飞行器的执行周期》 林宥嘉《今日营业中》                                       | 方大同《西遊記》                                                      |
| 年度女歌手            | 田馥甄《日常》 王璁《盛放》 陈粒《小梦大半》 李宇春《野蛮生长》 林忆莲《陪着我走》                                                                                           | 林憶蓮《陪著我走》                                                    |
| 年度組合/團體         | 火星电台《陆垚知马俐》《不语》 S.H.E《永远都在》 TFBOYS《萤火》《是你》《未来的进击》 Mr.Miss《先生小姐》 上海彩虹室内合唱团《双城记》                                       | 上海彩虹室內合唱團《雙城記》                                          |
| 年度樂隊              | 草东没有派对《丑奴儿》 窦唯+译乐队《间听监》 五月天《自传》 杭盖乐队《花斑马》 狮子合唱团《Lion》                                                                            | 杭蓋樂隊《花斑馬》                                                    |
| 年度新人              | 草东没有派对《丑奴儿》 苏运莹《冥明》 陈鸿宇《浓烟下的诗歌电台》 Mr.Miss《先生小姐》 周深《大鱼》《你》《临安初雨》                                                          | 陳鴻宇《濃煙下的詩歌電台》                                            |
| 最佳流行專輯          | 郭顶《飞行器的执行周期》 周杰伦《周杰伦的床边故事》 五月天《自传》 李宇春《野蛮生长》 薛之谦《初学者》                                                                       | 周杰倫《周杰倫的床邊故事》                                            |
| 最佳流行演唱          | 郭顶《飞行器的执行周期》 谭维维《夏长》 方大同《JTW 西游记》 陈奕迅《让我留在你身边》《在这个世界相遇》《I Do》 薛之谦《初学者》                                             | 薛之謙《初學者》                                                      |
| 最佳搖滾專輯          | 杭盖乐队《花斑马》 草东没有派对《丑奴儿》 伍佰《钉子花》 五月天《自传》 狮子合唱团《Lion》                                                                                   | 草東沒有派對《醜奴兒》                                                |
| 最佳搖滾演唱          | 梁博《灵魂歌手》《喜剧》《给我一点温度》 草东没有派对《丑奴儿》 五月天《自传》 黑豹乐队《键盘·狭》《How do we find A way》《低头士》 信《大爷门》                            | 草東沒有派對《醜奴兒》                                                |
| 最佳民謠專輯          | 赵雷《无法长大》 陈鸿宇《浓烟下的诗歌电台》 陈粒《小梦大半》 小娟&山谷里的居民《心有花开》 阿肆《我愚蠢的理想主义》                                                          | 陳鴻宇《濃煙下的詩歌電台》                                            |
| 最佳民謠演唱          | 赵雷《无法长大》 陈粒《小梦大半》 陈鸿宇《浓烟下的诗歌电台》 阿肆《我愚蠢的理想主义》 小娟&山谷里的居民《心有花开》                                                          | 趙雷《無法長大》                                                      |
| 最佳民族/民間專輯     | 杭盖乐队《花斑马》 阿爆《Vavayan 女人》 斯琴格日乐《织谣》 阿普萨萨《龙图腾》 众艺人《天赋侗听》                                                                             | 眾藝人《天賦侗聽》                                                    |
| 最佳民族/民間演唱     | 阿爆《Vavayan 女人》 斯琴格日乐《织谣》 内蒙古少年合唱团《鸿雁》 玩具船长《青春照相馆》 阿普萨萨《龙图腾》                                                                   | 斯琴格日樂《織謠》                                                    |
| 最佳舞曲/電音專輯     | 窦唯+译乐队《间听监》 尚雯婕《黑金》 Junglemico Project《梦游》 黄子韬《The Road》 白天不亮《游园惊梦》                                                                      | 竇唯、譯樂隊《間聽監》                                                |
| 最佳舞曲/電音演唱     | 邓紫棋《25LOOKS》 尚雯婕《黑金》 张靓颖《808》《心电感应808》《Dust My Shoulders Off》 刘力扬《I Can't Live Without You》《Take a ride》《枪上膛的人》 黄子韬《The Road》    | 尚雯婕《黑金》                                                        |
| 最佳說唱專輯          | 葛仲珊《皇后区的皇后》 Lu1、Cee《午夜列车上的告别》 Kare Hu《27：路西法的密码》 兄弟本色《天兵》                                                                             | Lu1、Cee《午夜列車上的告別》                                          |
| 最佳說唱表演          | 葛仲珊《皇后区的皇后》 Kafe Hu《27：路西法的密码》 谢帝《拽》《称一哈》《堵起》 Lu1、Cee《午夜列车上的告别》 兄弟本色《天兵》                                                | 謝帝《拽》、《稱一哈》、《堵起》                                      |
| 最佳爵士專輯          | Mr.Miss《先生小姐》 秦四风《Sedar》 詹小栎《爵觉》 谷峰《谷萨诺瓦II——风带我走吧》 李晓川《最初》                                                                             | 李曉川《最初》                                                        |
| 最佳爵士演唱          | 王璁《盛放》 詹小栎《爵觉》 谷峰《谷萨诺瓦II——风带我走吧》 Mr.Miss《先生小姐》                                                                                               | 谷峰《谷薩諾瓦II——風帶我走吧》                                        |
| 最佳古典演繹專輯      | 郎朗《纽约狂想曲》 王弢《舒伯特》 谢楠、斯特凡·莱莫兰《勃拉姆斯：小提琴奏鸣曲》 杨雪霏《多彩巴西》 欧阳娜娜《15》                                                            | 郎朗《紐約狂想曲》                                                    |
| 最佳古典原創專輯      | 上海彩虹室内合唱团、崔薇、金承志《双城记》 吉林省民族乐团、史志有《白山松水图》 杨天光《杨天光交响风格音乐集》 众艺人、张朝《神话》 山西省交响乐团、科勒、王西麟《黄河壁画》 | 山西省交響樂團、科勒、王西麟《黃河壁畫》                              |
| 最佳影視/遊戲原聲專輯 | 众艺人、窦鹏《老炮儿》 火星电台《不语》 众艺人、王铮亮《致青春：原来你还在这里》 众艺人《那年青春我们正好》 众艺人《海洋奇缘》（中文版）                                     | 眾藝人、竇鵬《老炮兒》                                                |
| 最佳作詞              | 草东没有派对《大风吹》 薛之谦《演员》 高晓松《生活不止眼前的苟且》 黄伟文《天真有邪》 阿信《成名在望》                                                                       | 高晓松《生活不止眼前的苟且》                                          |
| 最佳作曲              | 草东没有派对《大风吹》 薛之谦《演员》 郭顶《水星记》 周杰伦《告白气球》 金承志《感觉身体被掏空》                                                                             | 周杰倫《告白氣球》                                                    |
| 最佳製作              | 周杰伦《床边故事》 郭顶《飞行器的执行周期》 张亚东《Baby ,До свидания（达尼亚）》 戴佩妮《贼》 上海丝芭文化《少年进化论》                                                    | 張亞東《Baby, До свидания》                                           |
| 最佳編曲              | 草东没有派对《大风吹》 郭顶《凄美地》 杭盖乐队《花斑马》 周杰伦《告白气球》 方大同《悟空》                                                                                   | 杭蓋樂隊《花斑馬》                                                    |
| 最佳錄音              | Derrick Sepnio《悟空》 卢楠、郭顶《飞行器的执行周期》 单晓帆、罗皓《间听监》 杨瑞代《告白气球》 Ben Kaplan、Rza Li、GGGarth、Justin Cortelyou、Karl Dicaire《花斑马》        | Ben Kaplan、Rza Li、GGGarth、Justin Cortelyou、Karl Dicaire《花斑馬》 |
| 最佳混音              | 罗皓、窦唯《间听监》 郭顶《飞行器的执行周期》 Goh Hotoda、秦四风、马力《SEDAR》 林迈可《告白气球》 Justin Cortelyou、Bob Ezrin《花斑马》                                     | Goh Hotoda、秦四風、馬力《Sedar》                                     |
| 最佳唱片設計          | 石皮有限公司《丑奴儿》 刘畅《飞行器的执行周期》 永真急制《有理想》 赵宏韬《我愚蠢的理想主义》 赤瞳企划《乐藏·阿里》                                                          | 趙宏韜《我愚蠢的理想主義》                                            |
| 最佳音樂錄影帶        | 黄中平《初学者》 比尔贾《永远都在》 Victor Hu《存在感》 周杰伦《床边故事》 Darren Craig《Blah Blah Blah》                                                                    | 周杰倫《床邊故事》                                                    |

### 第2屆
第2届唱工委音乐奖于2018年7月31日举办，共设置37个奖项。音乐盛典前，CMA组委会宣布周杰伦、郎朗、方大同、薛之谦、秦四风、陈鸿宇、杭盖乐队担任第2届CMA音乐态度传播人。这七组音乐人（乐队）将利用各自在音乐领域的影响力，助力CMA向行业和公众传播“向音乐致敬”的音乐态度。
| 獎項                   | 入围者 | 獲獎者                                                                                    |
| ---------------------- | --- | ----------------------------------------------------------------------------------------- |
| 年度專輯               | 朴树《猎户星座》 陈奕迅《C'mon in～》 林俊杰《伟大的渺小》 徐佳莹《心里学》 李荣浩《嗯》 | 樸樹《獵戶星座》                                                                          |
| 年度歌曲               | 朴树《猎户星座》 袁娅维《说散就散》 张惠妹《连名带姓》 李剑青《匆匆2017》 宋冬野《郭源潮》 | 宋冬野《郭源潮》                                                                          |
| 年度男歌手             | 陈奕迅《C'mon in~》 林俊杰《伟大的渺小》 朴树《猎户星座》 李荣浩《嗯》 郭顶《不明下落》 | 林俊傑《偉大的渺小》                                                                      |
| 年度女歌手             | 袁娅维《说散就散》 丁薇《松绑》 张惠妹《偷故事的人》 孙燕姿《第13号作品：跳舞的梵谷》 李宇春《流行》 | 張惠妹《偷故事的人》                                                                      |
| 年度組合/團體          | 火星电台《火星电台》 南征北战《生来倔强》 耀乐团《镜花园》 新乐府《迷粤》 Twins《有约》 | 火星電台《火星電台》                                                                      |
| 年度樂隊               | 逃跑计划《闪光的回忆》 旅行团《永远都会在》 杭盖乐队《故乡》 狮子合唱团《Replay》 重塑雕像的权利《Before The Applause》 | 重塑雕像的權利《Before the Applause》                                                     |
| 年度新人               | VaVa《21》 谢春花《知非》 周深《深的深》 许钧《29》 Kawa《出云南记》 | 許鈞《29》                                                                                |
| 最佳流行專輯           | 朴树《猎户星座》 李荣浩《嗯》 张惠妹《偷故事的人》 丁薇《松绑》 孙燕姿《第13号作品：跳舞的梵谷》 | 李榮浩《嗯》                                                                              |
| 最佳流行演唱           | 郭顶《不明下落》 张惠妹《偷故事的人》 丁薇《松绑》 李宇春《流行》 陈奕迅《C'mon in～》 | 李宇春《流行》                                                                            |
| 最佳搖滾專輯           | 重塑雕像的权利《Before The Applause》 崔健《摇滚交响音乐会》 黑豹乐队《本色》 旅行团《永远都会在》 马赛克《无解俱乐部》 | 重塑雕像的權利《Before the Applause》                                                     |
| 最佳搖滾演唱           | 逃跑计划《闪光的回忆》 黑豹乐队《本色》 许钧《29》 谢天笑《那不是我》 梁博《一往深情》 | 黑豹樂隊《本色》                                                                          |
| 最佳當代民謠專輯       | 谢春花《知非》 赵照《赵照》 陈鸿《一如年少模样》 张希《认真地老去》 万晓利《天秤之舟／牙齿，菠菜和豆腐与诗人，流浪汉和门徒》 | 萬曉利《天秤之舟/牙齒，菠菜和豆腐與詩人，流浪漢和門徒》                                   |
| 最佳當代民謠演唱       | 赵照《赵照 》 阿朵《死里复活》 张希《认真地老去》 邵夷贝《笃信》 李雨《鱼里言吾》 | 趙照《趙照》                                                                              |
| 最佳民族/民間演唱專輯  | 杭盖乐队《故乡》 新乐府《迷粤》 斯琴格日乐《织谣II》 Kawa《出云南记》 阿朵《死里复活》 | 阿朵《死裡復活》                                                                          |
| 最佳民族/民间演奏专辑  | 吉林省交响乐团民族管弦乐队、史志有（指挥）《白山松水图》 欢庆与李带菓《指花风影》 华夏民乐团（华夏民族乐团）《民乐大拜年》 孙凰《楚颂——孙凰二胡演奏专辑》 董晓琳《指尖芭蕾——董晓琳琵琶演奏专辑》                                                                                   | 孫凰《楚頌——孫凰二胡演奏專輯》                                                            |
| 最佳舞曲/电子演唱专辑  | 火星电台《火星电台》 陈伟伦《念思愁》 耀乐团《镜花园》 李宇春《流行》 原子邦妮《谢谢你曾经让我悲伤》 | 耀樂團《鏡花園》                                                                          |
| 最佳電子器樂專輯       | Joy Ginger《Love Is Illusion》 刘为《嬉游》 谢玉岗《回声图书馆》 杨天光《昊漢》 惘闻乐队《奇迹寻踪》 | 刘为《嬉遊》                                                                              |
| 最佳說唱專輯           | 万妮达《Vinida万妮达》 陈奂仁《差不多人生》 Kafe.Hu《KAFREEMAN》 VaVa《21》 兄弟本色《搞砸》 | Kafe.Hu《Kafreeman》                                                                      |
| 最佳說唱表演           | Jony J《你看得见》VaVa《21》 GAI《火锅底料》 兄弟本色《搞砸》 吴亦凡《6》 | 兄弟本色《搞砸》                                                                          |
| 最佳爵士演唱專輯       | 不適用 | 司徒嘉伟《司徒先生》                                                                      |
| 最佳爵士演奏專輯       | 肖骏《三棱镜》 TTechmak《无常》 J3 Trio《水晶紫》 金浩《花脸》 | 肖駿《三稜鏡》                                                                            |
| 最佳古典原創專輯       | 朱利安·施瓦茨、玛丽卡·波南柯《北极光》 黃蒙拉、秦立巍、張倩淵、維也納廣播交響樂團、戈特弗里德·拉博《小提琴、大提琴及嗩吶協奏曲》 Cicada《不在的你们都去了哪里》 | 黃蒙拉、秦立巍、張倩淵、維也納廣播交響樂團、戈特弗里德·拉博《小提琴、大提琴及嗩吶協奏曲》 |
| 最佳古典演繹專輯       | 江苏省交响乐团、程晔《早春二月》 杨天娲、加布利尔·施瓦布、瑞典马尔默交响乐团、马克.苏斯特罗《圣桑：小提琴和乐队作品》 韩小明、芝加哥交响乐团、萨尔布鲁克广播交响乐团《上海之梦——莫扎特圆号作品集》 王燕、天津交响乐团、易娟子《无终》 四川音乐学院交响乐团、朱其元《林戈尔：印象》 | 韓小明、芝加哥交響樂團、薩爾布魯克廣播交響樂團《上海之夢——莫扎特圓號作品集》              |
| 最佳影視原聲音樂專輯   | 国际首席爱乐乐团《芳华》电影原声音乐 群星《夏至未至》电视剧原声带/北京听见时代娱乐传媒有限公司 群星《欢乐颂2》电视剧原声带 董冬冬《军师联盟》电视剧原声带 群星《醉玲珑》电视剧原声带                                                                                               | 國際首席愛樂樂團《芳華》電影原聲音樂                                                      |
| 最佳電子遊戲原聲音樂   | 小旭音乐《ICEY》游戏原声 曲锐《Loner》游戏原声带 小旭音乐《魂斗罗》游戏原声/腾讯科技（深圳）有限公司 小旭音乐《德州扑克》游戏原声 | 小旭音樂《魂鬥羅》遊戲原聲                                                                |
| 最佳兒童音樂專輯       | 群星《古诗童韵》 马琦《盛龙国学儿歌：二十四节气歌》 | 群星《古詩童韻》                                                                          |
| 最佳作詞               | 朴树《清白之年》 李宗盛、严彬《在家乡》 李宗盛、公路《出城》 黄少峰@火星电台《宝贝 疯客》 葛大为《连名带姓》 | 李宗盛、公路《出城》                                                                      |
| 最佳作曲               | 李剑青《匆匆2017》 周杰伦《连名带姓》 丁薇《已来不及》 赵照《唱一首悲伤的歌 就当我为你送行了》 李荣浩《歌谣》 | 周杰倫《連名帶姓》                                                                        |
| 最佳單曲製作（非古典） | 林朝阳《松绑》 郭顶《不明下落》 李宗盛《匆匆2017》 郑楠《嗜睡症》 吴亦凡、Kevin Shin《6》 | 吳亦凡、Kevin Shin《6》                                                                   |
| 最佳專輯製作（非古典） | 朴树、张亚东《猎户星座》 小安《偷故事的人》 Jerald Chan《C'mon in～》 林朝阳《松绑》 李荣浩《嗯》 | 林朝陽《鬆綁》                                                                            |
| 最佳編曲               | 曾宇@火星电台、DJ Mickey Zhang《火星电台》 林朝阳《已来不及》 朴树《猎户星座》 李荣浩《嗯》 李剑青《姥姥》 | 李劍青《姥姥》                                                                            |
| 最佳錄音工程           | 卢楠、董泊宁《猎户星座》 张小安、老虎《重来》 杨启明《火星电台 Live at Blue Note Beijing》 卢楠、郭顶《不明下落》 Justin Cortelyou、Bryce Robertson、Rza Li《故乡》 | 盧楠、董泊寧《獵戶星座》                                                                  |
| 最佳混音工程           | 卢楠《猎户星座》卢楠《不明下落》 Chris Brown《松绑》 周天澈《Dear friend》 Bob Ezrin、Justin Cortelyou《故乡》 | Chris Brown《鬆綁》                                                                       |
| 最佳视觉设计           | Vicson《流行》 钱骞《Before The Applause》 Rose Lawrence《松绑》 王志弘《偷故事的人》 李仲强《A.I. 愛》 | 錢騫《Before the Applause》                                                               |
| 最佳音樂錄影帶         | 黄子然《偷故事的人》 邱柏昶《风衣》 董敏《出城》 董小树《猎户星座》 萧雅全《致观音山》 | 董敏《出城》                                                                              |
| 評委會主席獎           | 不適用 | 愛奇藝音樂網綜                                                                            |

### 第3屆
第3届唱工委音乐奖于2019年7月31日举办，共设置35个奖项。。古典音乐类、电子游戏配乐、影视配乐作品数量分别增至33部、55部和65部。
| 獎項                   | 入围者 | 獲獎者                                           |
| ---------------------- | --- | ------------------------------------------------ |
| 年度專輯               | 林忆莲《0》 蔡依林《Ugly Beauty》 李荣浩《耳朵》 薛之谦《怪咖》 毛不易《平凡的一天》 | 林憶蓮 《0》                                     |
| 年度歌曲               | 蔡依林《怪美的》 刺猬《火车驶向云外，梦安魂于九霄》 李荣浩《年少有为》 林忆莲《沙文》 李宗盛《新写的旧歌》 | 李宗盛《新寫的舊歌》                             |
| 年度男歌手             | 李荣浩《耳朵》 薛之谦《怪咖》 林俊杰《进阶》 毛不易《平凡的一天》 李宗盛《新写的旧歌》 | 薛之謙《怪咖》                                   |
| 年度女歌手             | 林忆莲《0》 田馥甄《爱了很久的朋友》 谭维维《江湖儿女》 莫文蔚《我们在中场相遇》 蔡健雅《我要给世界最悠长的湿吻》 | 林憶蓮《0》                                      |
| 年度組合/團體          | 上海彩虹室内合唱团《白马村游记》 火星电台《宝贝疯客》 火箭少女101《卡路里》 S.H.E《十七》 原子邦妮《我在宇宙的边缘》 | 火箭少女101《卡路里》                            |
| 年度樂隊               | 落日飞车《Cassa Nova》 五月天《I Will Carry You》 旅行团乐队《感+》 鹿先森乐队《华年》 刺猬《生之响往》 | 刺蝟《生之響往》                                 |
| 年度新人               | 刘柏辛《2029》 斯斯与帆《不和你说话》 毛不易《平凡的一天》 艾热《乌云中》 丁世光《月食》 | 劉柏辛《2029》                                   |
| 最佳流行專輯           | 林忆莲《0》 蔡依林《Ugly Beauty》 李荣浩《耳朵》 毛不易《平凡的一天》 莫文蔚《我们在中场相遇》 | 蔡依林《Ugly Beauty》                            |
| 最佳流行表演           | 林忆莲《0》 袁娅维《TIARA》 蔡依林《Ugly Beauty》 周杰伦《等你下课》 李荣浩《耳朵》 | 蔡依林《Ugly Beauty》                            |
| 最佳搖滾專輯           | P.K.14《当我们谈论他的名字时我们在谈论什么》 刺猬《生之响往》 许钧《事实上我没有名字》 痛仰乐队《痛仰乐队英国现场》 二手玫瑰《我要开花》                                                                                      | PK14樂隊 《當我們談論他的名字時我們在談論什麼》  |
| 最佳搖滾表演           | 旅行团乐队《感+》 面孔乐队《幻觉》 刺猬《生之响往》 许钧《事实上我没有名字》 盘尼西林乐队《夏夜谜语》 | 面孔樂隊 《幻覺》                                |
| 最佳當代民謠專輯       | 曹方《3170》 野孩子《大桥下面》 房东的猫《柔软》 王喂马《王喂马》 莫西子诗《月光白得很》 | 野孩子《大橋下面》                               |
| 最佳當代民謠表演       | 曹方《3170》 野孩子《大桥下面》 房东的猫《柔软》 郝云《望京》 莫西子诗《月光白得很》 | 莫西子詩《月光白得很》                           |
| 最佳民族/民間演唱專輯  | 衣湿乐队《龙门阵》 阿基耐乐队《天上的风》 马帮乐队《突围》 阿朵、央格里、龙仙娥、蝶长、马RS、和兴凤《未来民族》 莫西子诗《月光白得很》                                                                                        | 阿朵《未來民族》                                 |
| 最佳民族/民間演奏專輯  | 一奏器乐派A-Play《第一卷 宫羽破》 吴玉霞《律动——吴玉霞琵琶演奏专辑》 李带菓《鸟叫》 赵家珍《天地之音》 吴蛮、圣地亚哥颂乐团《指尖嘉年华》                                                                                     | 趙家珍《天地之音》                               |
| 最佳電子音樂專輯       | SHAO《光衍(Doppler Shift)》 萧玮《听见南极(REMIX)》 原子邦妮《我在宇宙的边缘》 邱比《中离(Martyr)》 宫阁《昼鸣曲》 | Shao 《光衍》                                    |
| 最佳電子音樂表演       | 秘密行动乐队《CHAOS》 李宇春《木兰》 阿朵、央格里、龙仙娥、蝶长、马RS、和兴凤《未来民族》 原子邦妮《我在宇宙的边缘》 邱比《中离(Martyr)》                                                                                     | Stolen秘密行動《Chaos》                          |
| 最佳說唱專輯           | 艾热《AIR·艾热》 Kafe.Hu《FAME/FAKE》 ZI 陈奕凡《ZI The Album》 谢帝《三》 Jony J《喜新恋旧》 | ØZI《ØZI: The Album》                            |
| 最佳說唱表演           | Kafe.Hu《FAME/FAKE》 万妮达《独行者》 Tizzy T《无主之地》 Jony J《喜新恋旧》 艾热《小人物》 | Kafe.Hu《Fame/Fake》                             |
| 最佳爵士演唱專輯       | 徐悠语《蓝色早晨》 欧开合唱团《南方灵魂》 陈宣羽《神秘树顶》 詹小栎《似是而非》 | 歐開合唱團《南方靈魂》                           |
| 最佳爵士演奏專輯       | 闪鼓派《Jazz Roller》 王晨淮《The Journey》 罗宁《光与影的邂逅》 邱斯宁《继续前行(Move on)》 刘玥、周侠、徐之曈《闻竹》 | 羅寧《光與影的邂逅》                             |
| 最佳古典原創專輯       | 上海彩虹室内合唱团《白马村游记》 林涛、于红梅、张强、吉炜、袁非凡、中国交响乐团《东方水墨》 朱磊《拂云鸣钟——张旭儒管风琴作品集》 昆明聂耳交响乐团、黄屹、梁昆红《阿诗玛》 姜璐、陈莉、张建立、杨长缨《中国作品集·爱乐四重奏》 | 昆明聶耳交響樂團、黃屹、梁昆紅《阿詩瑪》         |
| 最佳古典演繹專輯       | 马友友《Six Evolutions - Bach: Cello Suites》 王羽佳《The Berlin Recital》 盛原《巴赫：歌德堡变奏曲》 群星《贝多芬 D小调第九交响曲“合唱”》 沈洋、沃德·马斯顿、邵鲁《沈洋-沃德·马斯顿实况录音集：曾经的歌》                    | 盛原《巴赫：歌德堡變奏曲》                       |
| 最佳影視配樂           | 秦四风《爱情公寓》电影原声音乐 潘小舟、毛不易、周深、雷佳、邓童天《如懿传》 电视剧原声带 黄超《我不是药神》电影原声音乐 陈伟伦《我的诗篇》纪录片配乐 众艺人《无双》电影原声带                                                 | 秦四風《愛情公寓》電影原聲音樂                   |
| 最佳電子遊戲配樂       | 王晓、周俊成、崔巍、黄煦《ARK Park》游戏原声音乐 一罐盐《Big Day》原声音乐 张志伟《BLEACH 境 界-魂之觉醒：死神》原声音乐 天美音频《魂斗罗归来》大厅音乐 Zeta《蜡烛人》游戏原声音乐                                            | 王曉、周俊成、崔巍、黃煦《Ark Park》遊戲原聲音樂 |
| 最佳兒童音樂專輯       | 杨鸿年少年合唱团、赵珈婧云等《古诗童韵系列三》 陈学元《浪漫时代的摇篮曲》 蘑菇爸爸和小乖妈妈《美好的一天》 蘑菇爸爸和小乖妈妈《奇幻唐诗》 谢欣芷、李宗翰、曾止妤等《一起唱首朋友歌》                                          | 陳學元《浪漫時代的搖籃曲》                       |
| 最佳作詞               | 丁薇、林朝阳《风度》 李荣浩《年少有为》 吴青峰《沙文》 李宗盛《新写的旧歌》 郑钧《雍和宫的月亮》 | 李宗盛《新寫的舊歌》                             |
| 最佳作曲               | 丁薇《风度》 Rhys Fletcher、杨宥闲、Richard Crake、蔡依林、陈星翰、洪筠惠《怪美的》 李荣浩《年少有为》 恭硕良、Kelvin Avon、Curtis A Richardson《沙文》 李宗盛《新写的旧歌》                                                  | 李榮浩 《年少有為》                              |
| 最佳編曲               | 常石磊《0》 李荣浩《耳朵》 陈星翰、马毓芬《怪美的》 不一样《送别2017》 黄雨勋《等你下课》 | 陳星翰《怪美的》                                 |
| 最佳專輯製作（非古典） | 常石磊、恭硕良、Kelvin Avon《0》 李荣浩《耳朵》 荒井十一《幻》 蔡健雅、安栋《我要给世界最悠长的湿吻》 莫西子诗《月光白得很》                                                                                                  | 常石磊、恭碩良、Kelvin Avon《0》                 |
| 最佳單曲製作（非古典） | 林朝阳《风度》 陈星翰、蔡依林《怪美的》 李荣浩《年少有为》 常石磊、恭硕良、Kelvin Avon《沙文》 李宗盛《新写的旧歌》 | 陳星翰、蔡依林《怪美的》                         |
| 最佳錄音工程           | 单为明及团队《Nothing is Under Control》 李荣浩《耳朵》 林哲民《美梦如是》 荒井十一、倪涵文、周天澈及团队《幻》 蔡健雅《我要给世界最悠长的湿吻》                                                                              | 單為明及團隊《Nothing Is Under Control》         |
| 最佳混音工程           | Brent Clark《0》 Mark Reeder《Fragment》 李荣浩《耳朵》 Chris Brown《风度》 Luca Pretolesi《怪美的》 | Brent Clark《0》                                 |
| 最佳唱片設計           | 颜伯骏《0》 查吟、尤目工作室、雷坛坛《当我们谈论他的名字时我们在谈论什么》 赵宏韬《书名号(朱七的笔记V)》 颜伯骏《我要给世界最悠长的湿吻》 MEAT工作室《月光白得很》                                                            | MEAT工作室《月光白得很》                         |
| 最佳音樂錄影帶         | 黄中平《怪咖》 陈奕仁《怪美的》 李荣浩《年少有为》 比尔贾《沙文》 陈志良《新写的旧歌》 | 陳奕仁《怪美的》                                 |
| 評委會主席獎           | 不適用 | 騰訊音樂娛樂集團                                 |

### 第4屆
因疫情原因，第4届唱工委音乐奖于2022年1月26日举办，共设置35个奖项，公布2019年度的荣誉得主。CMA线下盛典依然暂时停办。
| 獎項                   | 入围者 | 獲獎者                                                                    |
| ---------------------- | --- | ------------------------------------------------------------------------- |
| 年度專輯               | 窦唯、不一样乐队《杨桃院儿》 郁可唯《路过人间》 告五人《我肯定在几百年前就说过爱你》 吴青峰《太空人》魏如萱《藏着并不等于遗忘》                                                                                               | 窦唯、不一样乐队《杨桃院儿》                                              |
| 年度歌曲               | 刘柏辛《Manta》 陈奕迅《相信你的人》 橘子海《夏日漱石》 周杰伦、阿信《说好不哭》 魏如萱《Ophelia》 | 周杰伦、阿信《说好不哭》                                                  |
| 年度男歌手             | 郑钧《听上去不错》 陈奕迅《相信你的人》 吴青峰《太空人》 周深《亲爱的旅人啊》 王嘉尔《MIRRORS》 | 郑钧《听上去不错》                                                        |
| 年度女歌手             | 郁可唯《路过人间》 杨乃文《越美丽越看不见》 邓紫棋《摩天动物园》 莫文蔚《只是不够爱》 田馥甄《不晚》 | 路过人间》                                                                |
| 年度樂隊               | 五月天《玫瑰少年》 橘子海《浪潮上岸》 新裤子《最后的乐队》 五条人《故事会》 海龟先生《咔咪哈咪哈》 | 海龟先生《咔咪哈咪哈》                                                    |
| 年度組合、團體         | Mr. Miss《在你的婚礼我多喝了两杯》 上海彩虹室内合唱团《落霞集》 原子邦妮《在名为未来的波浪里》 简迷离《Hi未来》 莫非定律《约会在星期天晚上》                                                                                  | Mr.Miss《在你的婚礼我多喝了两杯》                                         |
| 年度新人               | Deep Water《Run Out》 乃万《风的颜色》 告五人《爱人错过》 橘子海《浪潮上岸》 傻子与白痴《夜长梦少》 | 告五人《爱人错过》                                                        |
| 最佳流行專輯           | 刘柏辛《Meta Ego》 吴青峰《太空人》 魏如萱《藏着并不等于遗忘》 裘德《颁奖的时候我要缺席》 薛之谦《尘》 | 裘德《颁奖的时候我要缺席》                                                |
| 最佳流行单曲           | 刘柏辛《Manta》 毛不易《东北民谣》 田馥甄《不晚》 周杰伦《说好不哭》 魏如萱《Ophelia》 | 魏如萱 《Ophelia》                                                        |
| 最佳搖滾專輯           | 盘尼西林《群星闪耀时》 橘子海《浪潮上岸》 杭盖乐队《杭盖与铜管》 五条人《故事会》 | 盘尼西林《群星闪耀时》                                                    |
| 最佳搖滾单曲           | 白纸扇《东莞》 杨乃文《贵族的挽歌》 橘子海《夏日漱石》 新裤子、大张伟《我们羞于表达的感情》 新裤子《最后的乐队》 | 橘子海 《夏日漱石》                                                       |
| 最佳当代民謠專輯       | 小娟&山谷里的居民《Smile·山谷里的波萨诺瓦》 赵照《简歌集》 叶尔波利、热依达《塔尔图》 王梵瑞《西安》 张尕怂《黄河尕谣》 | 张尕怂《黄河尕谣》                                                        |
| 最佳当代民謠单曲       | 莫西子诗《云上的太阳》 花粥《归去来兮》 赵照《乡愁》 陈鸿宇《梦乡》 阿力普《克拉玛依的秋》 | 莫西子詩《云上的太阳》                                                    |
| 最佳說唱專輯           | 乃万《Dear X》 派克特《A REAL MOTHER ******》 王以太《演.说.家》 Higher Brothers《Five Stars》 毛衍七《毛衍七》 | 王以太《演.说.家》                                                        |
| 最佳說唱单曲           | NINEONE#乃万《风的颜色》 王以太《人间天堂》 Lu1、Cee、陈绮贞《自己做决定》 周延、盛宇、叶润泽《投名状》 KEY.L刘聪《Hey KONG》                                                                                                 | NINEONE#乃万《风的颜色》                                                  |
| 最佳民族/民間專輯      | 鲸鱼马戏团《ONLY THE STARS TO TEACH US LIGHT》 窦唯、不一样乐队《杨桃院儿》 吴俊德《六月》 杭盖乐队《杭盖与铜管》 窦唯、不一样乐队《快雪堂乐记》                                                                              | 杭盖乐队《杭盖与铜管》                                                    |
| 最佳民族/民間单曲      | 莫西子诗《云上的太阳》 王心心《轻轻行》 李星宇、唐代礼乐复原组《情爱江南（唐乐版）》 | 莫西子詩《云上的太阳》                                                    |
| 最佳电子音乐专辑       | 香料SPIICE《新丛林》 Deepdream《海洋实验室Marine Lab》 Whle《Lost And Found》 原子邦妮《在名为未来的波浪里》 窦唯、朝简《记艾灵 上》                                                                                          | 香料SPIICE《新丛林》                                                      |
| 最佳电子音乐单曲       | 朴树《她在睡梦中remix》 白纸扇《东莞》 简迷离《Hi未来》 邱比《叶柏 PY》 MICO刘为《浮声绘》 | MICO刘为《浮声绘》                                                        |
| 最佳爵士演唱專輯       | 阿雷克狂欢者《Alec Haavik & The Shanghai Shindiggers》 张乐、张雄关《Something New, Something Old》 | 不適用                                                                    |
| 最佳爵士演奏专辑       | 姜姗《中国诗》 张雄关《Dangerous Territory 危险地带》 陈若玗《野蛮的美丽》 玩弦四度《吉光片羽》 陈颖达《离峰时刻》 | 陈若玗《野蛮的美丽》                                                      |
| 最佳古典原創專輯       | 罗威《钢琴随笔 Piano Essay Collection》 金承志《落霞集》 Cicada《走入有雾的森林》 | 罗威《钢琴随笔 Piano Essay Collection》                                   |
| 最佳古典演繹專輯       | 左章《左章：拉威尔 • 李斯特》 林朝阳、Evgeny Sinayskiy《Gravity of Love》 刘云志《巴赫-无伴奏小提琴奏鸣曲及组曲》 Maxim Vengerov、上海交响乐团、余隆《Gateways. Chen-Kreisler-Rachmaninov》 郎朗《Lang Lang plays Beethoven》 | Maxim Vengerov、上海交响乐团、余隆《Gateways. Chen-Kreisler-Rachmaninov》 |
| 最佳影視配乐           | Lorne Balfe、Steffen Thum《银河补习班》电影原声带 川井宪次《叶问4》电影原声大碟 关大洲《国家宝藏第二季》原声音乐 刘小山《长安十二时辰》影视剧原声带 阿鲲《流浪地球》电影原声大碟                                              | 刘小山《长安十二时辰》影视剧原声带                                        |
| 最佳电子游戏配乐       | 一罐盐《铸时匠》原声音乐专辑 石琦梅《量子特攻》 原声集 小旭音乐《诛仙手游》 配乐集 陈雪燃、Alan Day、Úyanga Bold《明日方舟》游戏原声带 塞壬唱片-MSR、BaoUner《明日方舟OST1》游戏原声带                                        | 小旭音乐《诛仙手游》配乐集                                                |
| 最佳儿童音乐专辑       | 李昕融《你笑起来真好看》 吴子澜、张晏端、厉惠子《疯狂的动物》 佐梦圆、叶雨岑、张晏端《兔子贝贝 中英文双语儿歌专辑中文版（一）》 佐梦圆、张晏端《Y星人节气歌》 童声童气《童声童气 专辑系列九-我们的天空》                      | 李昕融《你笑起来真好看》                                                  |
| 最佳作詞               | 周因路、陆炎《东莞 (Dong Guan)》 尹约《飞驰的人生》 周耀辉《贵族的挽歌》 陈珊妮、吕士轩《成为一个厉害的普通人 彭磊、大张伟《我们羞于表达的感情》                                                                              | 彭磊、大张伟《我们羞于表达的感情》                                        |
| 最佳作曲               | 刘柏辛、Cornell Wheeler Jr.、Bijan Amirkani《Manta》 钟潍宇、BOXING葛西瓦、持修、陈君豪《贵族的挽歌》 潘云安《爱人错过》 周杰伦《说好不哭》 薛之谦《木偶人》                                                                  | 周杰伦《说好不哭》                                                        |
| 最佳单曲制作（非古典） | 刘柏辛、Kenn Wu《Manta》 陈君豪《贵族的挽歌》 吴青峰、徐千秀《寂寞的时候》 郑楠《不晚》 周杰伦《说好不哭》 | 陈君豪《贵族的挽歌》                                                      |
| 最佳专辑制作（非古典） | 郑钧、陈思翰、Steve Lillywhite《听上去不错》 荒井十一《趋光》 橘子海《浪潮上岸》 丁世光、叶喜儿、程振兴《实况电影》 陈珊妮《Juvenile A》                                                                                      | 橘子海 《浪潮上岸》                                                       |
| 最佳編曲               | Bijan Amir、CJ Wheeler、Kenn Wu、刘柏辛、Femke Weidema《Manta》 朴树《她在睡梦中remix》 郭顶《悔过书》 毕健博《杭盖与铜管》 黄雨勋Jason Huang《说好不哭》                                                                     | 毕健博《杭盖与铜管（鸿雁）》                                              |
| 最佳录音工程           | Laurence Anslow《左章：拉威尔 • 李斯特》 张明懂《云上的太阳》 陈文骏《Juvenile A》 Paul Silveira、Jeremy Patch《杭盖与铜管》 吴身宝、姜皓天、黄季豪《Alec Haavik & The Shanghai Shindiggers》                                 | Laurence Anslow《左章：拉威尔•李斯特》                                    |
| 最佳混音工程           | Rob Kinelski《TIFA 陈梓童》 Peter Mixman《Manta》 罗皓《杨桃院儿》 陈文骏《Juvenile A》 Jeremy Patch、Garth Richardson《杭盖与铜管》                                                                                          | Rob Kinelski《TIFA 陈梓童》                                               |
| 最佳视觉設計           | 欣弟《冰面上行走》 陈曦《Dangerous Territory 危险地带》 Mr.Asbo、Luigi Honorat《Whisper Factory》 颜伯骏、罗盛皇、寸待恩《越美丽越看不见》 方序中、林婉筑《藏着并不等于遗忘》                                                 | 颜伯骏《越美丽越看不见》                                                  |
| 最佳音樂錄影帶         | 秦梓铭《Manta》 二晓《忧伤少年和阳光女孩》 廖人帅《摩天动物园》 陈奕仁《说好不哭》 OJUN KWON《Oxygen》 | 秦梓铭《Manta》                                                           |
| 评委会主席奖           | 不適用 | 爱奇艺、米未传媒《乐队的夏天·第一季》                                     |

### 第5屆
因疫情原因，第5届唱工委音乐奖于2022年1月26日举办，共设置35个奖项，公布2020年度的荣誉得主。CMA线下盛典依然暂时停办。
| 獎項                   | 入围者 | 獲獎者                                                 |
| ---------------------- | --- | ------------------------------------------------------ |
| 年度專輯               | Various Artists《不完美人生指南》 谭维维《3811》 吴青峰《册叶一：一与一》 田馥甄《无人知晓》 万能青年旅店《冀西南林路行》                                                                                                | 万能青年旅店《冀西南林路行》                           |
| 年度歌曲               | 陈奕迅《是但求其爱》 谭维维《小娟 (化名)》 周杰伦《Mojito》 田馥甄《无人知晓》 薛之谦《天外来物》 | 谭维维《小娟（化名）》                                 |
| 年度男歌手             | 赵英俊《送你一朵小红花》 陈奕迅《是但求其爱》 毛不易《小王》 周杰伦《Mojito》 薛之谦《天外来物》 | 薛之謙《天外来物》                                     |
| 年度女歌手             | 郁可唯《我行我素我爱你》 朱婧汐《塑胶天堂》 谭维维《3811》 田馥甄《无人知晓》 莫文蔚《呼吸有害》 | 谭维维《3811》                                         |
| 年度樂隊               | 火星电台《火星电台II》 九连真人《阿民》 刺猬《赤子白仙》 Mandarin《Mandarin》 万能青年旅店《冀西南林路行》 | 万能青年旅店《冀西南林路行》                           |
| 年度組合/團體          | 原子邦妮《乐游原》 电气樱桃《宝贝，我听到银河的声音》 简迷离GEMINI《2020+》 Higher Brothers《嘻哈帝国 (Empire)》 房东的猫《这是你想要的生活吗（Isn't it perfect）》                                                      | 电气樱桃《宝贝，我听见银河的声音》                     |
| 年度新人               | Berlin Psycho Nurses《Berlin Psycho Nurses》 九连真人《阿民》 Sunnee杨芸晴《天气：晴》 电气樱桃《宝贝，我听到银河的声音》 Mandarin《Mandarin》                                                                           | Mandarin《Mandarin》                                   |
| 最佳流行專輯           | 李泉《十日弹》 Various Artists《不完美人生指南》 谭维维《3811》 吴青峰《册叶一：一与一》 田馥甄《无人知晓》 | 田馥甄《無人知曉》                                     |
| 最佳流行单曲           | 赵英俊《送你一朵小红花》 谭维维《小娟 (化名)》 周杰伦《Mojito》 田馥甄《无人知晓》 万芳《阿峰今天没有来》 | 谭维维《小娟（化名）》                                 |
| 最佳搖滾專輯           | 海朋森《成长小说》 九连真人《阿民》 刺猬《赤子白仙》 Mandarin《Mandarin》 万能青年旅店《冀西南林路行》 | 万能青年旅店《冀西南林路行》                           |
| 最佳搖滾单曲           | 九连真人《莫欺少年穷》 橘子海《梵高曾经对我说(Mr. Van Gogh Used to Say)》 达达《再.见》 万能青年旅店《河北墨麒麟》 万能青年旅店《山雀》                                                                                  | 九连真人《莫欺少年穷》                                 |
| 最佳当代民謠專輯       | 程璧《Sonnet and Song十四行诗与歌》 贰佰《天真的人请你忘了你自己》 房东的猫《这是你想要的生活吗》 张尕怂《土潮》 生祥樂隊《野莲出庄》                                                                                    | 生祥樂隊《野莲出庄》                                   |
| 最佳当代民谣单曲       | 沙棘草、马条《湾士岸 Where I Lived》 陈鸿宇《放空》 冀行《海角的山与河》 贰佰《陌生的婚礼》 张尕怂《张先生一个人》 | 不適用                                                 |
| 最佳說唱專輯           | Dear Sugi《Dear Sugi》 艾福杰尼《泥巴小子》 马思唯《黑马王子》 夏之禹《Young Fresh Chin》 小老虎《戴上耳机就看见了》 | 马思唯《黑马王子》                                     |
| 最佳說唱单曲           | Dear Sugi《我要挡着你》 NINEONE#乃万《But U》 艾热《喀什之声》 马思唯《黑马王子》 Lu1《nightswim》 | 马思唯《黑马王子》                                     |
| 最佳民族/民間專輯      | 贾巴阿叁《出山》 九连真人《阿民》 张尕怂《土潮》 新乐府《名舞虚》 民间艺人《中国音乐地图之听见西藏》 | 张尕怂《土潮》                                         |
| 最佳民族/民間单曲      | 九连真人《夜游神》 九连真人《莫欺少年穷》 阿朵《不喜欢但爱》 张尕怂、袁佳颖《乱弹·塞北江南》 博譞《楼云幻景》 | 阿朵《不喜欢但爱》                                     |
| 最佳电子音乐专辑       | 火星电台《火星电台II》 原子邦妮《乐游原》 简迷离《2020+》 朱婧汐《塑胶天堂》 崔迪《TRADY 1.0》 | 朱婧汐《塑胶天堂》                                     |
| 最佳电子音乐单曲       | 秦四风《高低不平》 郭采洁《NaKuNa》 简迷离GEMINI《孤星人 （Solo Star）》 原子邦妮《脑海》 伊德尔Yider《Ayaran》 | 伊德尔Yider《Ayaran》                                  |
| 最佳爵士演唱專輯       | 许飞宇《单身意义》 坏特？te《一个人的卧室》 YELLOW黄宣《浮世击》 | 不適用                                                 |
| 最佳爵士演奏专辑       | 顾忠山三重奏《清晰》 周欣韧《风筝飞了一整天》 李世海《Jet Lag 时差》 阿布《一步之遥(One Step East)》 张晶《Depends On What You Hear》                                                                                    | 阿布《一步之遥(One Step East)》                        |
| 最佳古典演繹專輯       | 杨雪霏《中国素描》 黄翔《阿尔卑斯山的森林》 匡俊宏《罗德里戈、庞塞、谢家齐：三首吉他协奏曲》 16根弦四重奏组《图腾-16根弦四重奏组》 郎朗《Lang Lang at Royal Albert Hall》                                                | 郎朗《Lang Lang at Royal Albert Hall》                 |
| 最佳古典原創專輯       | 葛甘孺《葛甘孺钢琴作品》 叶小纲《叶小纲室内乐作品集》 张千一《我的祖国》大型交响套曲 杨天光《夜息》 施咏康《乐韵飞扬-施咏康先生作品集》                                                                                  | 叶小纲《叶小纲室内乐作品集》                           |
| 最佳影視配乐           | Andrew Kawczynski、Bob Ezrin、John Metcalfe、Rupert Gregson-Williams《八佰》电影原声碟 The Eight Hundred 梅林茂《夺冠》电影原声音乐 川井宪次《晴雅集》电影原声大碟 丁可《隐秘的角落》配乐专辑 阿鲲《金刚川》电影原声大碟 | 丁可《隐秘的角落》配乐专辑                             |
| 最佳电子游戏配乐       | 孙菲娅《重装上阵》原声集 小旭音乐《斗罗大陆：魂师对决》 OST 增田俊郎、高野麻里佳《阴阳师：妖怪屋》原声专辑 Various Artists《摩登天空-无限宇宙》 陈致逸、HOYO-MiX《原神》OST-璃月篇                                       | 陈致逸、HOYO-MiX《原神》OST-璃月篇                     |
| 最佳儿童音乐专辑       | 孩子们的迷笛《孩行》 PUZANGALAN儿童合唱团《云起时的恋曲》 Various Artists《海葵·赤子心》 李召洋、小冰《笠翁对韵 上卷》 Various Artists《动物合唱团》                                                                     | PUZANGALAN儿童合唱团《云起时的恋曲》                   |
| 最佳作詞               | 赵英俊《送你一朵小红花》 阿龙、阿麦《莫欺少年穷》 陈耶门《绝句》 尹约《小娟 (化名)》 葛大为《无人知晓》 | 阿龙、阿麦《莫欺少年穷》                               |
| 最佳作曲               | 赵英俊《送你一朵小红花》 李泉《无人镜》 Nick Marsh、April Bender《小娟 (化名)》 周杰伦《Mojito》 董亚千《采石》 | 李泉《无人镜》                                         |
| 最佳单曲制作（非古典） | 赵英俊《送你一朵小红花》 九连真人《莫欺少年穷》 谭维维《小娟（化名）》 周杰伦《Mojito》 万能青年旅店《河北墨麒麟》 | 谭维维《小娟（化名）》                                 |
| 最佳专辑制作（非古典） | 秦四风《Dear Sugi》 季一楠《成长小说》 九连真人《阿民》 李泉、严俊《十日弹》 万能青年旅店《冀西南林路行》 | 李泉、严俊《十日弹》                                   |
| 最佳編曲               | 火星电台《火星电台II》 严俊《绝句》 丁世光、程振兴《讽刺的情书》 万能青年旅店《冀西南林路行》 郭一凡《自洽》 | 郭一凡《自洽                                           |
| 最佳录音工程           | 李游、李杨、马力《Dear Sugi》 金龙《Live at Aranya 2020》 Plamen Penchev、Viadislav Boyadjev、Angella Vihrova《金刚川》影视原声大碟 Chris Allen《一步之遥 (One Step East)》 马钰凯《河北墨麒麟》                         | 李游、李杨、马力《Dear Sugi》                          |
| 最佳混音工程           | 马力《Dear Sugi》 陈宇轩《不喜欢但爱》李智伟《我行我素我爱你》 郑伟《纸船》 时俊峰《冀西南林路行》 | 马力《Dear Sugi》                                      |
| 最佳视觉設計           | 挂挂《珀耳塞福涅的四季》 Anish Kapoor、希维、若潭《大陆》赵宏韬、王威《3811》 杨力龢《梵高曾经对我说》 刘悦德《无人知晓》                                                                                                | 赵宏韬、王威《3811》                                   |
| 最佳音樂錄影帶         | RIMA YOON、DONGJU JANG《莲》 江唯顺《小娟 (化名)》 殷振豪《悬日》 牛超《天外来物》 王嘉爾、丛林《Pretty Please》 | 王嘉爾、丛林《Pretty Please》                          |
| 评委会主席奖           | 不適用 | 微博、网易云音乐、腾讯音乐娱乐集团、众艺人《相信未来》 |

## 外部連結
- 官方网站
- 唱工委音樂獎的新浪微博